# Dzięcioł złotoczuby
Dzięcioł złotoczuby (Chrysophlegma flavinucha) – gatunek średniej wielkości ptaka z podrodziny dzięciołów (Picinae) w rodzinie dzięciołowatych (Picidae). Występuje w południowej i południowo-wschodniej Azji. Nie jest zagrożony wyginięciem.

## Taksonomia
Takson ten jako pierwszy opisał John Gould w 1834 roku na łamach „Proceedings of the Zoological Society of London”; autor nadał gatunkowi nazwę Picus flavinucha, a jako miejsce typowe wskazał Himalaje i niższe rejony w Indiach. W 1837 roku Brian Houghton Hodgson, nieświadom tego, że gatunek został już opisany, opisał go w czasopiśmie „Journal of the Asiatic Society of Bengal” pod nazwą Dryotomus flavigula (autor odniósł się do żółtej brody ptaka, a nie czuba na karku, jak Gould).
Obecnie gatunek umieszczany jest w rodzaju Chrysophlegma. Międzynarodowy Komitet Ornitologiczny (IOC) oraz lista ptaków opracowywana przy współpracy BirdLife International z autorami Handbook of the Birds of the World wyróżniają 8 podgatunków C. flavinucha:
- C. f. kumaonense Koelz, 1950
- C. f. flavinucha (Gould, 1834) – podgatunek nominatywny
- C. f. ricketti Styan, 1898
- C. f. styani Ogilvie-Grant, 1899
- C. f. pierrei (Oustalet, 1889)
- C. f. wrayi Sharpe, 1888
- C. f. mystacale Salvadori, 1879
- C. f. korinchi Chasen, 1940

Proponowany podgatunek lylei (opisany z Tajlandii) zsynonimizowano z C. f. flavinucha.

## Występowanie
Gatunek ten zamieszkuje Azję Południową i Południowo-Wschodnią oraz południowe Chiny. Nie migruje. Poszczególne gatunki zamieszkują:
- C. f. kumaonense – środkowe Himalaje,
- C. f. flavinucha – wschodnie i północno-wschodnie Indie po Mjanmę, zachodnia Tajlandia, południowe Chiny, północno-zachodni Wietnam, północny Laos,
- C. f. ricketti – południowo-wschodnie Chiny i Tonkin (północny Wietnam),
- C. f. styani – wyspa Hajnan (Morze Południowochińskie) i sąsiedni obszar w południowo-wschodnich Chinach,
- C. f. pierrei – południowo-wschodnia Tajlandia do południowego Wietnamu,
- C. f. wrayi – Półwysep Malajski,
- C. f. mystacale – północna Sumatra,
- C. f. korinchi – południowa Sumatra.

## Morfologia

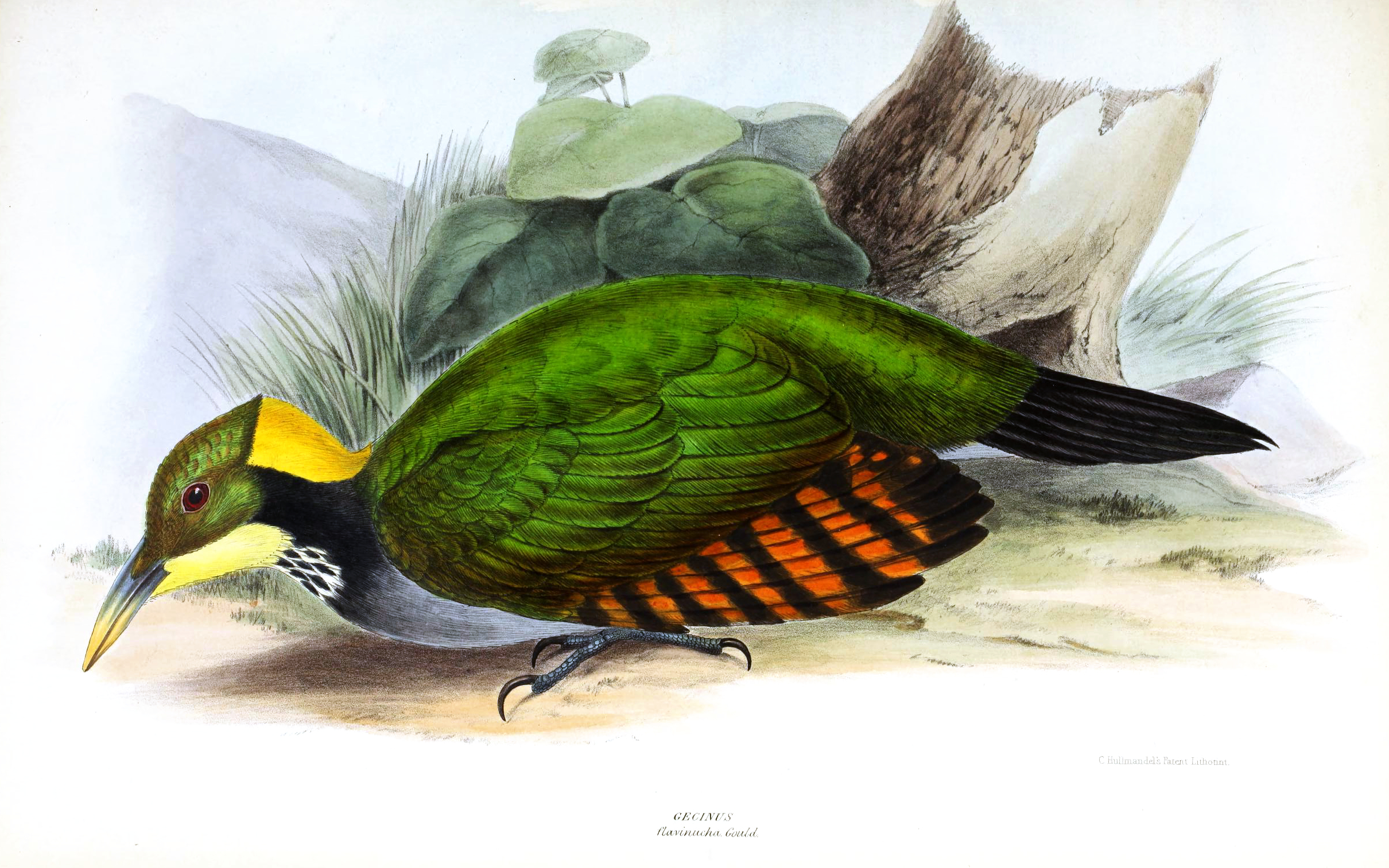
Samiec na rysunku z 2. tomu książki The Genera of Birds (1849)

Ptak średniej wielkości, długość ciała 33–35 cm, masa ciała 153–198 g.
Ciało ogólnie koloru oliwkowozielonego. Ogon koloru czarnego. U samców większy czub koloru ciemnożółtego. Sterówki są rudobrązowe. Podobnie jak czub, podbródek i broda jest koloru ciemnej żółci. Na szyi biała obroża przyozdobiona czarnymi prążkami (u samic tych prążków jest więcej niż u samców). Ma mocny, jasny dziób. Szarawy spód ciała odróżnia go od dzięcioła żółtoczubego (P. chlorolophus). Podbródek u samic jest brązowy.

## Ekologia i zachowanie
Gatunek jest bardzo wokalny; w okresie godowym samce mocno i szybko uderzają w pnie drzew, poza okresem godowym wydaje odgłosy „kip-kip”.
Gatunek ten zamieszkuje zalesione zbocza gór, różne typy górskich lasów, bogate w dęby (Quercus), damarzyki (Shorea) i sosny (Pinus). Obserwowany na wysokościach 300–2750 m n.p.m.
Podobnie jak inne dzięcioły, jest wszystkożerny. Odżywia się bezkręgowcami: mrówkami (Formicidae), termitami (Isoptera), larwami, zwłaszcza ryjącymi w drewnie larwami chrząszczy z rodziny kózkowatych (Cerambycidae), parecznikami (Chilopoda). Spożywa także jagody, jaja oraz małe kręgowce np. pisklęta czy płazy bezogonowe (Anura).

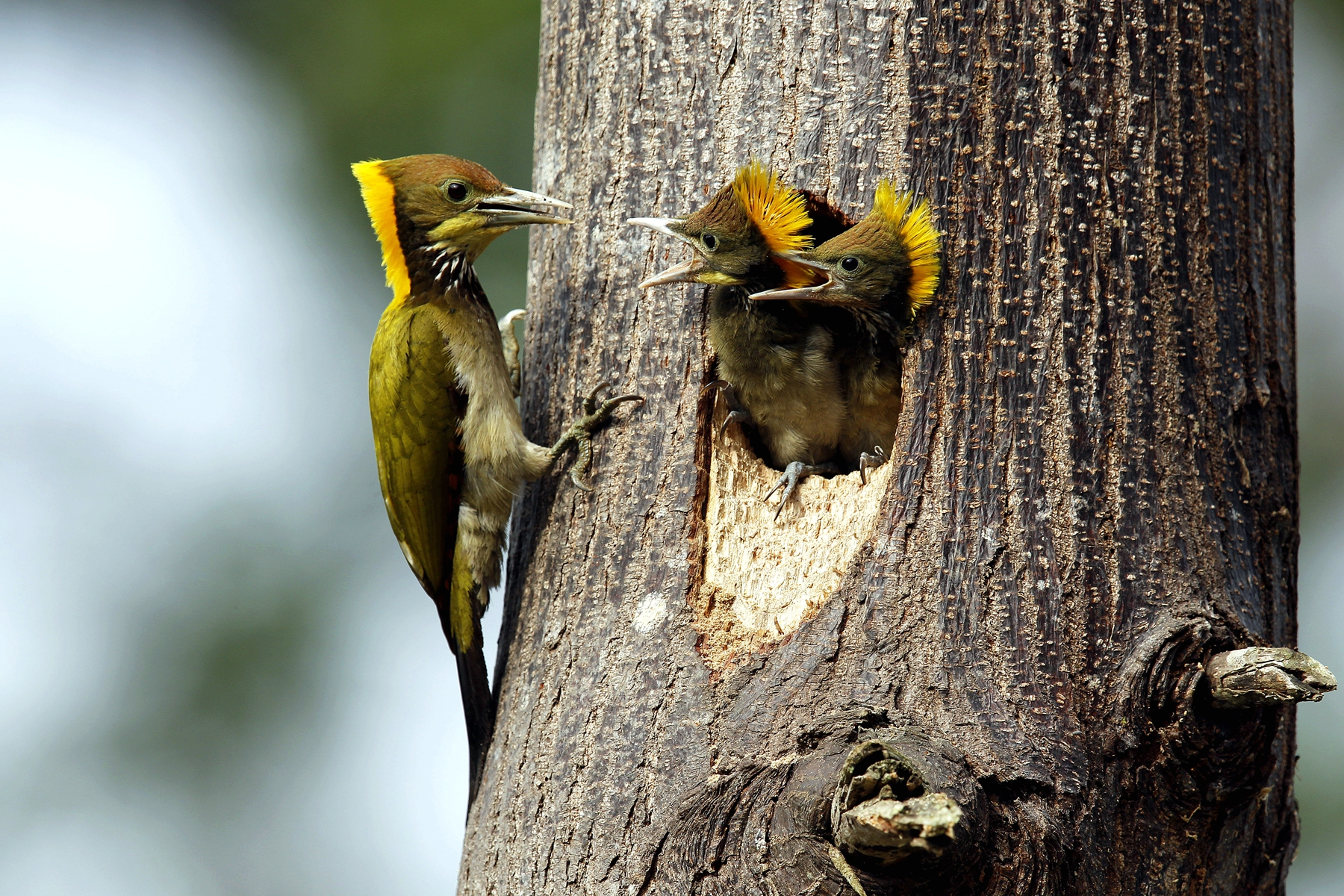
Dorosły samiec z młodymi

### Rozmnażanie
Oba ptaki angażują się w budowę dziupli, zwykle wykuwana jest w starym, zbutwiałym drzewie. Dziupla jest usadowiona 2–6, rzadziej do 15 m nad ziemią. Samica znosi od 2 do 4 jaj, są one całkowicie białe. Oboje rodzice inkubują jaja, później na zmianę także karmią pisklęta. Gdy młode się opierzą, zaczynają koczować z rodzicami. Jeśli pisklę się zgubi, nawołuje swych rodziców niepowtarzalnym dźwiękiem.

## Status
Międzynarodowa Unia Ochrony Przyrody (IUCN) uznaje dzięcioła złotoczubego za gatunek najmniejszej troski (LC – Least Concern). Liczebność światowej populacji nie została oszacowana, ale ptak ten opisywany jest jako pospolity lub dość pospolity. Trend liczebności uznawany jest za spadkowy. Zagrożeniem dla gatunku jest utrata siedlisk oraz polowania.